# اینگو مائورر

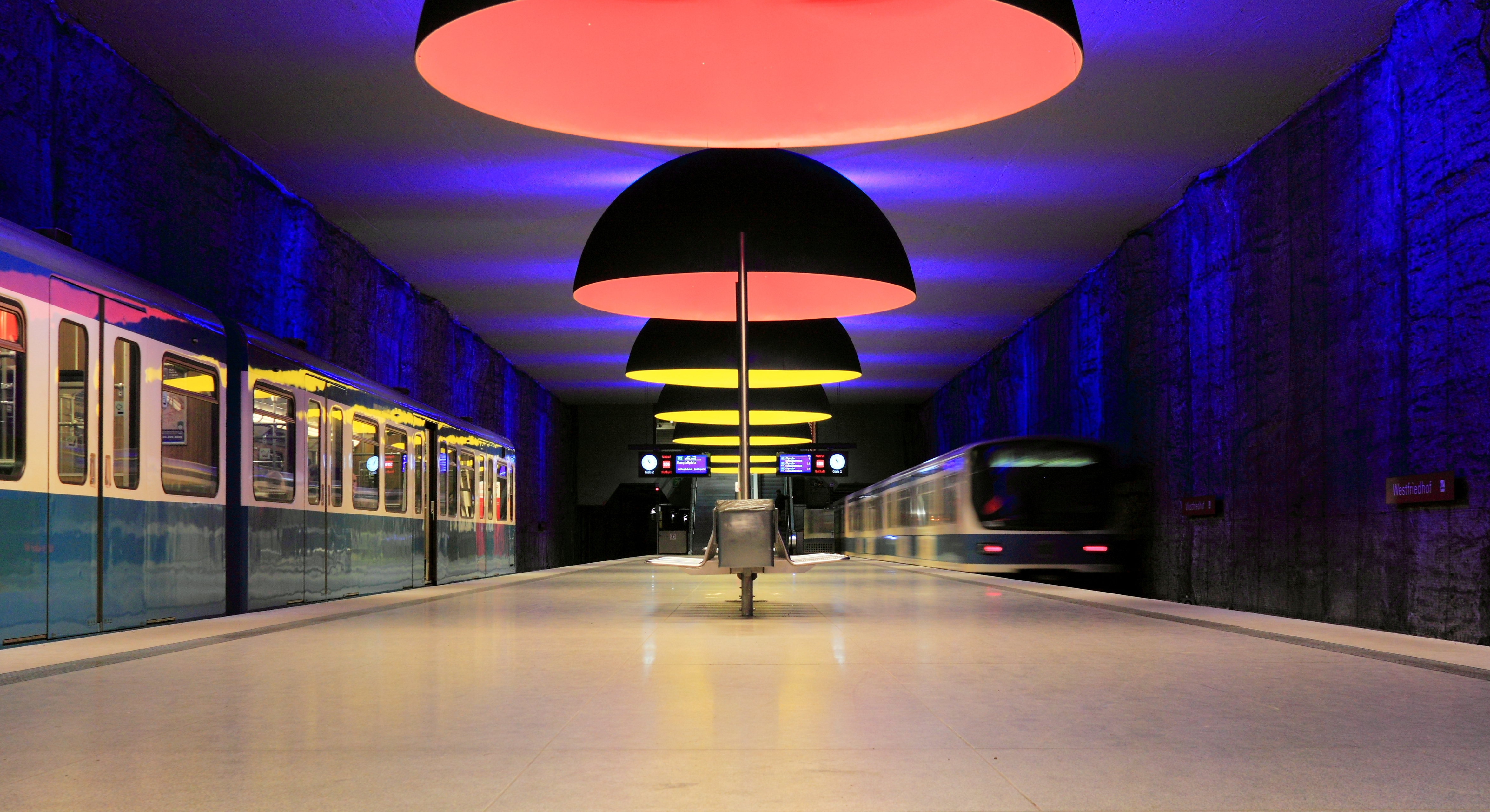
نورپردازی ایستگاه متروی وستفریدهوف در مونیخ

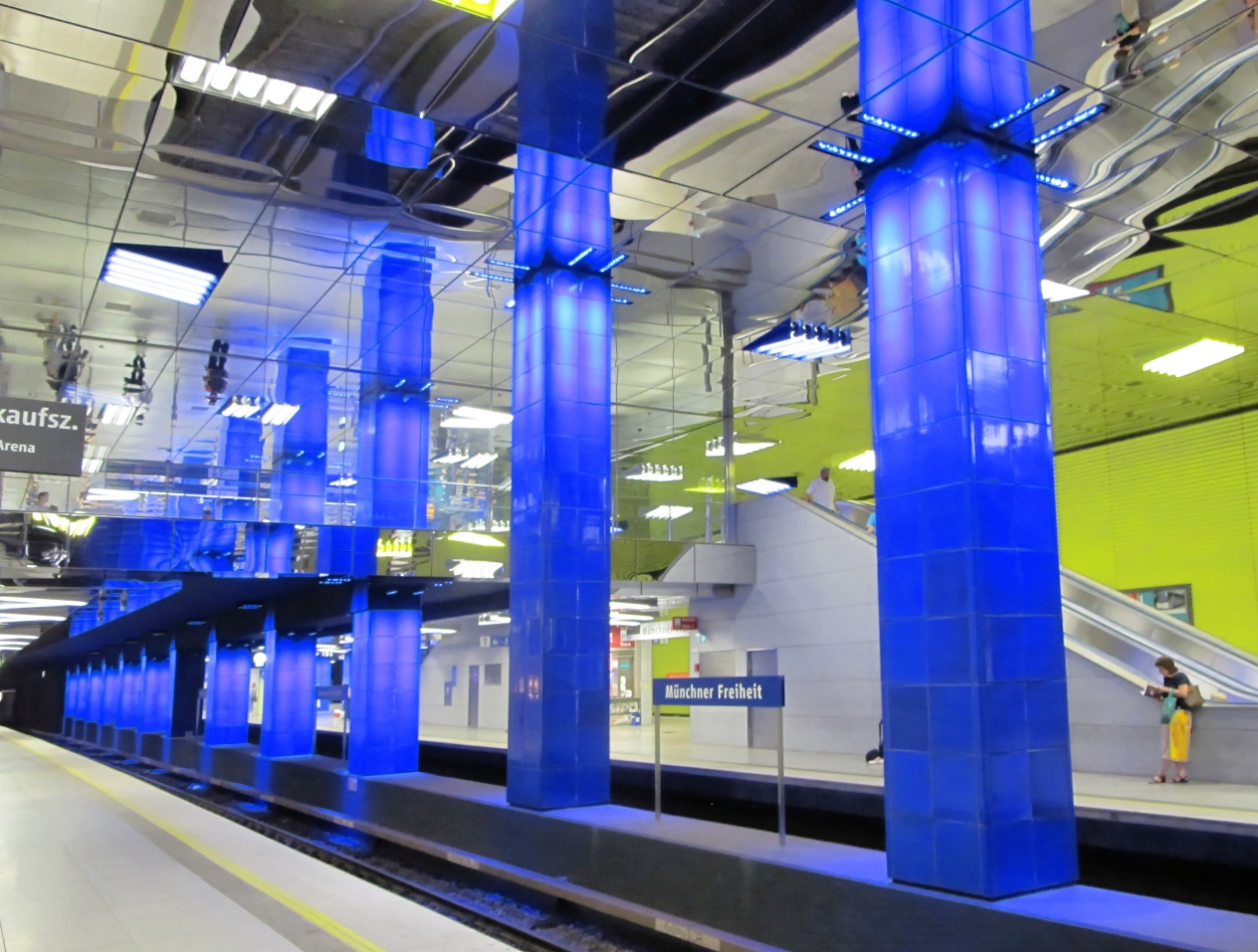
نورپردازی در ایستگاه متروی آزادی مونیخ

اینگو مائورر (به آلمانی: Ingo Maurer)؛ (زادهٔ ۱۲ مهٔ ۱۹۳۲ میلادی – درگذشتهٔ ۲۱ اکتبر ۲۰۱۹ میلادی) یک طراح صنعتی اهل آلمان بود که در طراحی چراغ و تأسیسات نور تخصص داشت. او به «شاعر نور» ملقب بود.

## زندگی‌نامه

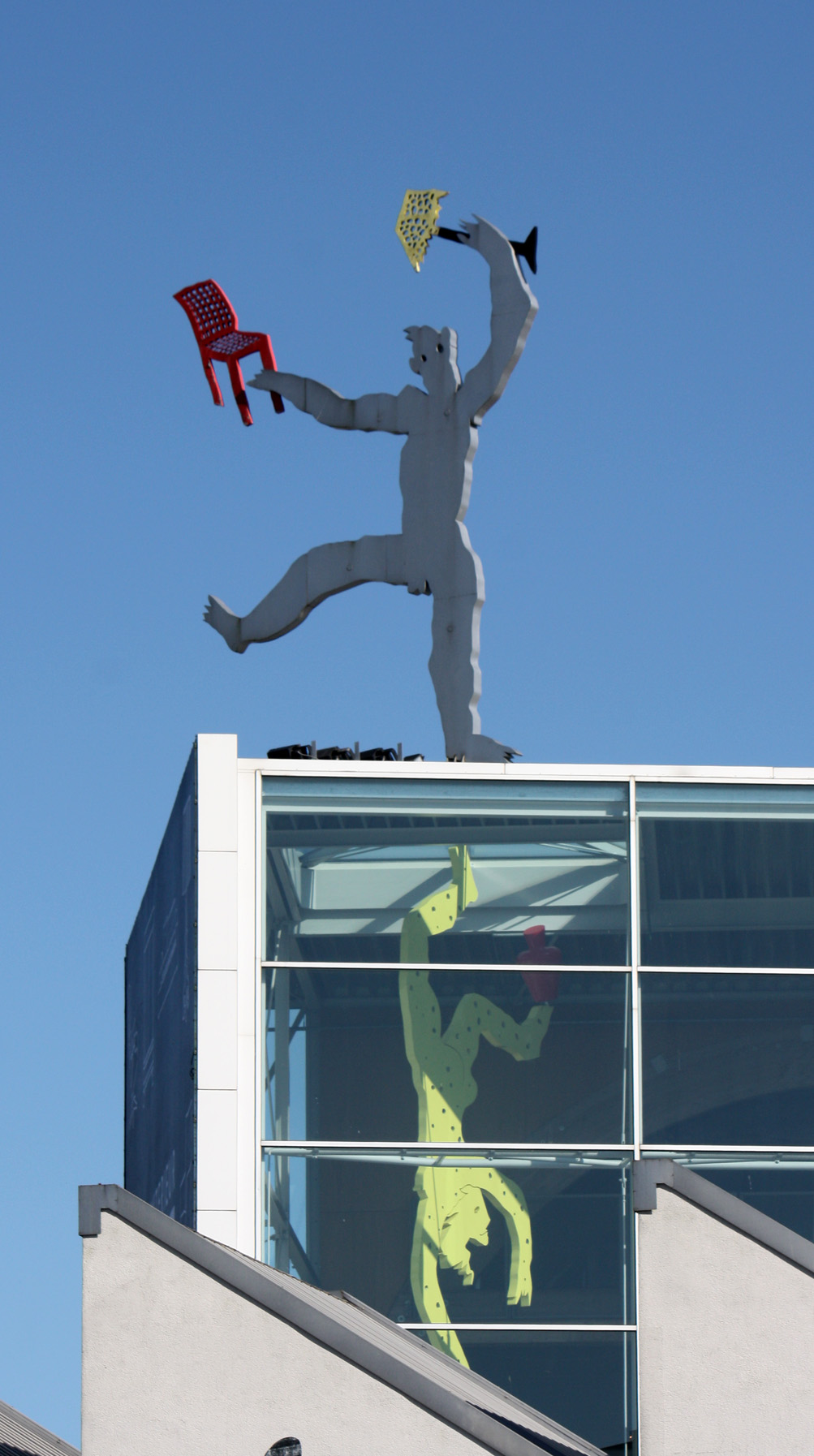
مجسمهٔ بدون عنوان اثر اینگو مائورر در خرونینگن، هلند

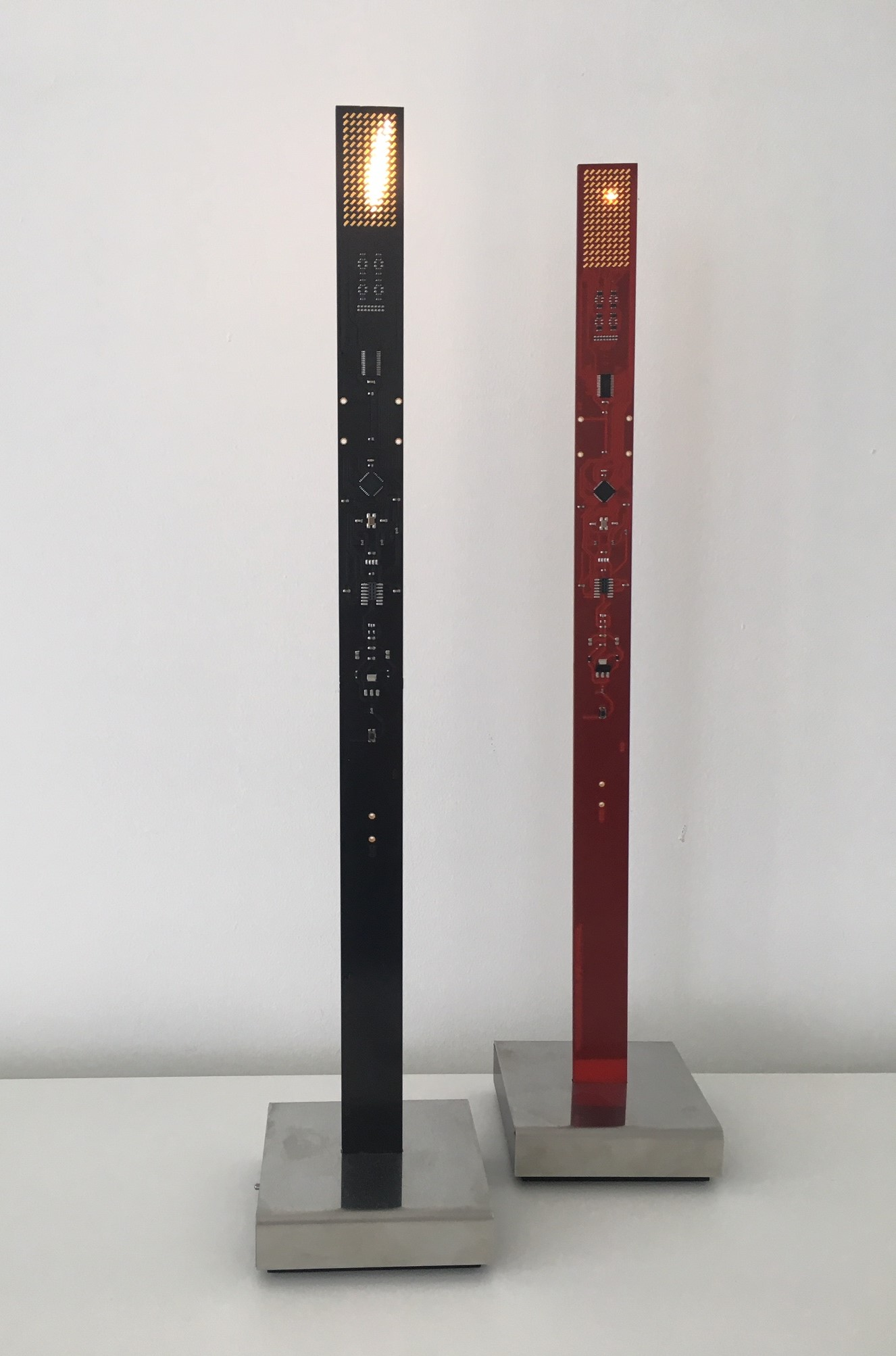
دستگاه روشنایی «شعلهٔ جدید من» اثر موریتز والدمایر برای اینگو مائورر

مائورر در جزیرهٔ رایشناو، دریاچهٔ کنستانس، آلمان به دنیا آمد، و پسر یک ماهیگیر بود و در آنجا با چهار خواهر و برادر بزرگ شد. پس از شاگردی به عنوان حروفچین، در مونیخ به تحصیل در رشتهٔ طراحی گرافیک پرداخت. در سال ۱۹۶۰ میلادی مائورر آلمان را به مقصد ایالات متحدهٔ آمریکا ترک کرد، جایی که او در نیویورک و سان فرانسیسکو به عنوان یک طراح گرافیک مستقل از جمله برای آی‌بی‌ام کار کرد. در سال ۱۹۶۳ میلادی، او به آلمان بازگشت و دیزاین ام را تأسیس کرد، یک شرکت توسعه و تولید چراغ‌ها پس از طرح‌های خودش. این شرکت بعداً به «شرکت اینگو مائورر (مسئولیت محدود)» تغییر نام داد. یکی از اولین طرح‌های او، بالب (لامپ) (۱۹۶۹ میلادی)، در مجموعهٔ طراحی موزهٔ هنر مدرن در سال ۱۹۶۹ میلادی گنجانده شد.
در سال ۱۹۸۴ میلادی او سیستم سیم ولتاژ پایین یایاهو را ارائه کرد که شامل دو طناب فلزی ثابت به صورت افقی و یک سری عناصر روشنایی قابل تنظیم با لامپ‌های هالوژن بود؛ این یک موفقیت فوری بود. از مائورر خواسته شد تا برای نمایشگاه «نورها به تو می‌اندیشم» در مرکز ژرژ پمپیدو در پاریس، ویلا مدیچی در رم، و مؤسسهٔ فرانسوی معماری در پاریس، چیدمان‌های ویژهٔ یایاهو ایجاد کند.
در سال ۱۹۸۹ میلادی "بنیاد کارتیه برای هنرهای معاصر" در ژویی-آن ژوزاس نزدیک پاریس نمایشگاه «اینگو مائورر: بازتاب شانس نور» را برگزار کرد. برای این نمایشگاه، مائورر برای اولین بار اشیاء نورپردازی و تأسیساتی را ایجاد کرد که برای تولید سریالی در نظر گرفته نشده بودند.
از سال ۱۹۸۹ میلادی، طراحی و اشیاء او در مجموعه‌ای از نمایشگاه‌ها از جمله موزهٔ اشتدلیک در آمستردام (۱۹۹۳ میلادی) ارائه شده‌است. در سال ۲۰۰۲ میلادی، موزهٔ طراحی ویترا، نمایشگاه سیار اینگو مائورر – نور – رسیدن به ماه را با چندین نمایش در اروپا و ژاپن برگزار کرد. در سال ۲۰۰۷ میلادی، موزهٔ طراحی کوپر هیویت، اسمیتسونیان در نیویورک، نمایشگاهی را با عنوان جادوی برانگیزاننده: نورپردازی اینگو مائورر ارائه کرد.
مائورر اشیاء زیادی را با استفاده از ال‌ای‌دی خلق کرد. اولین شیء نورپردازی بلیسیما بروتا (زیبای زشت) در سال ۱۹۹۶ میلادی بود. در سال ۲۰۰۱ میلادی او یک چراغ رومیزی با ال‌ای‌دی با نام ال.ای. دی (EL.E.Dee) ارائه کرد. از سال ۲۰۰۶ میلادی، او همچنین در حال تجربه با دیودهای نورگسیل ارگانیک است، از جمله دو شیء در سال ۲۰۰۶ میلادی، و یک چراغ رومیزی با تعداد نسخهٔ محدود ارائه کرد.
اینگو مائورر علاوه بر طراحی لامپ‌ها برای تولید سریالی، چیدمان نور را برای فضاهای عمومی یا خصوصی ایجاد و برنامه‌ریزی کرد. در مونیخ، او تأسیسات نوری را در ایستگاه مترو وستفریدهوف (گورستان‌غربی) ایجاد کرد (۱۹۹۸ میلادی)، و مفهوم نوسازی و روشنایی برای ایستگاه متروی آزادی مونیخ در دسامبر ۲۰۰۹ میلادی افتتاح شد. برای ایسی میاکه او یک چیدمان برای یک نمایش مُد در پاریس (۱۹۹۹ میلادی) ایجاد کرد. از سال ۲۰۰۳ تا ۲۰۰۵ میلادی او یک ورودی و اشیاء نورپردازی را برای هتل‌کروئیزهیرن در ماستریخت طراحی کرد. در سال ۲۰۰۶ میلادی او اشیاء و تأسیسات نورپردازی را برای فضای داخلی اتمیوم در بروکسل ایجاد کرد.
از معروف‌ترین طرح‌های او می‌توان به لامپ بالدار لوچلینو (۱۹۸۹ میلادی) و پورکا میزریا (لعنتی مقدس) (۱۹۹۴ میلادی)، یک لامپ معلق ساخته‌شده با خرده‌های چینی اشاره کرد. از اوایل دههٔ ۱۹۸۰ میلادی، مائورر با تیمی از طراحان و توسعه‌دهندگان جوان کار کرد.
در سال ۲۰۱۱ میلادی، طراحی مجدد برای منطقهٔ زیرزمینی ایستگاه مترو مارین‌پلاتز در مونیخ، آلمان، جایزهٔ آلمن زاتلر واپنر را به مائورر اهداء کرد. «شرکت اینگو مائورر (مسئولیت محدود)» دو نمایشگاه داشت، یکی در مونیخ و دیگری در نیویورک. او در بیمارستانی در مونیخ در ۲۱ اکتبر ۲۰۱۹ میلادی درگذشت.